# 134034 Bloomenthal
134034 Bloomenthal este o planetă minoră (asteroid) din centura de asteroizi. A fost descoperită pe 19 noiembrie 2004 la Catalina Station⁠(d) de Catalina Sky Survey. 
Obiectul prezintă o orbită caracterizată de o semiaxă mare de 2,4757921761515 UAi, o excentricitate de 0,06, o înclinație de 0,8 ° în raport cu ecliptica.